# Ilja Bohnet
Ilja Bohnet (* 14. November 1967 in West-Berlin) ist ein deutscher Physiker und Schriftsteller.

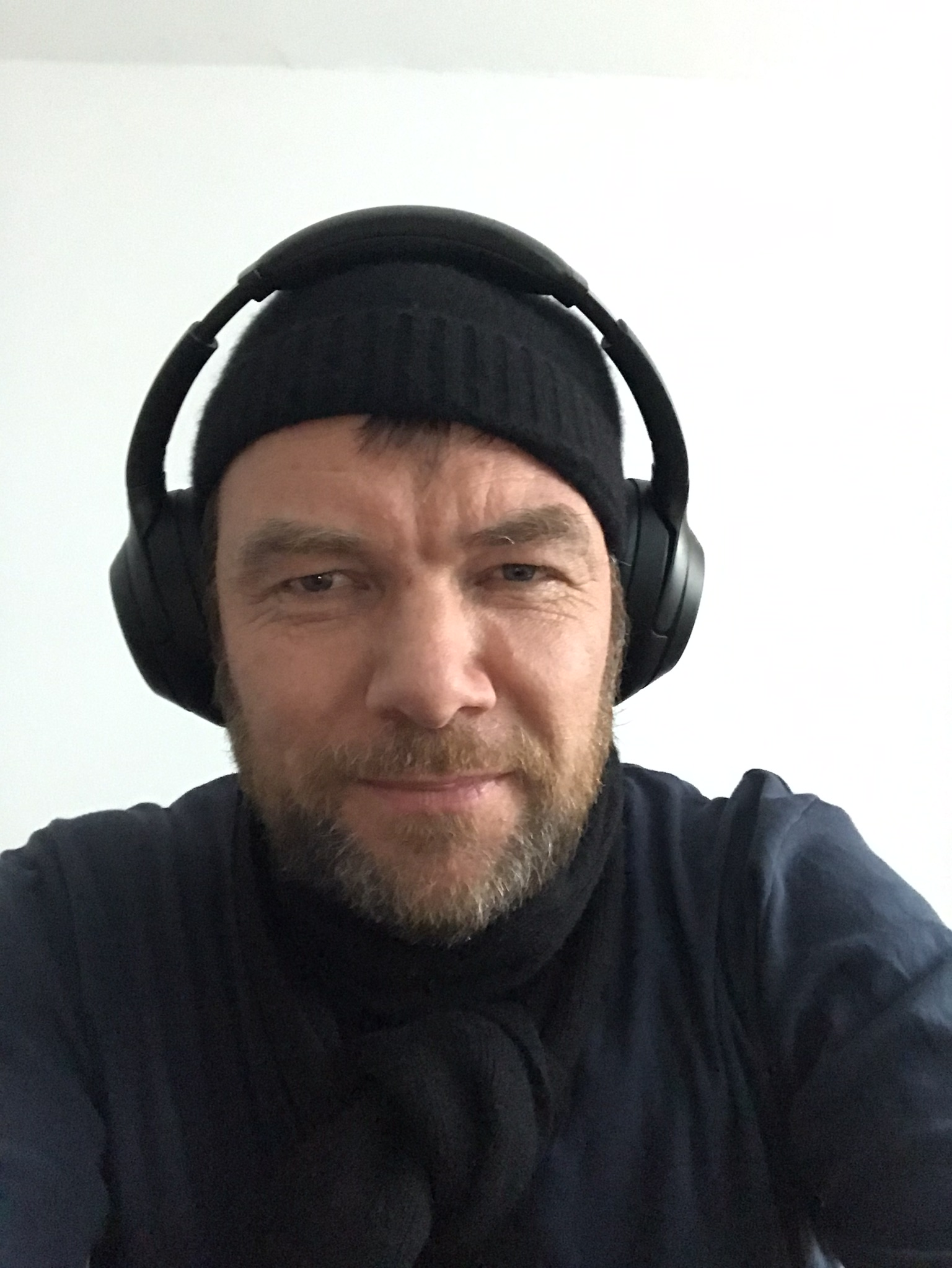
Ilja Bohnet bei Audio-Arbeiten

## Leben
Ilja Bohnet wurde in Berlin als Sohn einer Schauspielerfamilie geboren. Sein Vater ist der Regisseur, Schauspieler und Bühnenautor Folker Bohnet, seine Mutter die Schauspielerin und Autorin Ann-Monika Pleitgen, die spätere Frau des Schauspielers Ulrich Pleitgen. Als Kind trat Ilja Bohnet an renommierten Theaterbühnen auf (wie an dem Schillertheater und dem Renaissance-Theater in Berlin oder an den Städtischen Bühnen Frankfurt), sowie im Kinderfernsehen (wie zum Beispiel in der Sesamstraße oder Rappelkiste). Wegen der wechselnden Theaterengagements seines Stiefvaters Ulrich Pleitgen besuchte er Schulen in Berlin, Köln, Frankfurt a. M., Stuttgart, Bochum und Hamburg, wo er 1987 sein Abitur machte. Im selben Jahr erhielt er den dritten Preis im Landeswettbewerb Jugend forscht. Er studierte Physik an der Universität Hamburg, nach seiner Promotion 1999 folgte im darauffolgenden Jahr ein kurzer Forschungsaufenthalt am Fermilab in Chicago, anschließend arbeitete er als wissenschaftlicher Mitarbeiter am Deutschen Elektronen-Synchrotron DESY in Zeuthen bei Berlin. Ab 2003 war er als Wissenschaftsreferent im Direktoriumsbüro desselben Forschungszentrums in Hamburg tätig. Seit 2012 arbeitet er als Forschungsbereichsbeauftragter in der Geschäftsstelle der Helmholtz-Gemeinschaft Deutscher Forschungszentren in Berlin. Mit dem in Koproduktion mit seiner Mutter entstandenen Kriminalroman Freitags isst man Fisch, nominiert 2010 für den Friedrich-Glauser-Preis in der Kategorie „Debüt“, begann seine belletristische Arbeit. Neben Kriminalromanen und Krimikurzgeschichten schreibt er auch Biographien und populärwissenschaftliche Sachbücher.
Im März 2025 erschien sein drittes Buch einer fortlaufenden Reihe im Franckh-Kosmos Verlag, in der er sich mit den offenen Fragen und Rätseln der physikalischen Grundlagenforschung beschäftigt. Ilja Bohnet hat vier Kinder und lebt in Berlin.

## Werke
Kriminalroman-Trilogie
- Bohnet Pleitgen: Freitags isst man Fisch (= Ariadne Krimi. Band 1177). Argument Verlag, Hamburg 2009, ISBN 978-3-86754-177-0.
- Bohnet Pleitgen: Kein Durchkommen (= Ariadne Krimi. Band 1183). Argument Verlag, Hamburg 2010, ISBN 978-3-86754-183-1.
- Bohnet Pleitgen: Teilchenbeschleunigung (= Ariadne Krimi. Band 1191). Argument Verlag, Hamburg 2012, ISBN 978-3-86754-191-6.

 Weihnachtskriminalroman
- Schneeflockenrauschen – Das Geheimnis der Schwarzen Serie. edition karo, Berlin 2023, ISBN 978-3-94596-133-9.

Kurzgeschichten (Auswahl)
- Tunnelung, Beitrag in Faszination St. Pauli Elbtunnel von H. Schlüter (Hrsg.), Edition Stadtpark, Hamburg 2012, ISBN 978-3-00-036181-4.
- Nur ein Kratzer, in der Anthologie Das Tambacher Liebespaar. Verlag Tasten & Typen, Bad Tabarz  2019, ISBN 978-3-945605-00-4.
- Einer für alle, SciFi-Kurzgeschichte der c’t stories im c’t – magazin für computertechnik, Hannover, 03/2023, ISSN 0724-8679.
- Gespenster in der Friedrichstadt, in der Anthologie Großstadtwunder, #BerlinAuthors – Gruber, Kasolowsky, Modes und Stein GbR, Berlin 2023, ISBN 978-3-9825720-0-0.

Dissertation
- Investigations on Uniformity, Radiation Resistance and Calibration of ZEUS Calorimeter Components at HERA, urn:nbn:de:gbv:18-1480 Universität Hamburg 1999.

Sachbuch (Auswahl)
- Ulrich Pleitgen & Ilja Bohnet: Ulrich Pleitgen. Ganz oder gar nicht! Aus dem Leben eines Überzeugungstäters. Die nachgelassene Autobiografie. Schwarzkopf & Schwarzkopf, Berlin 2018, ISBN 978-3-86265-711-7.
- Die 42 größten Rätsel der Physik – Vom Quantenschaum bis zum Rand des Universums. Franckh-Kosmos, Stuttgart 2020, ISBN 978-3-440-16882-0.
- Ilja Bohnet & Thomas Naumann: Das rätselhafte Universum – Die fundamentalen Fragen der modernen Wissenschaft. Franckh-Kosmos, Stuttgart 2022, ISBN 978-3-440-17346-6.
- Die 42 größten Rätsel der Astronomie – Urknall, Schwarze Löcher, Leben im Universum. Franckh-Kosmos, Stuttgart 2025, ISBN 978-3-440-17913-0.

## Auszeichnungen
- 3. Preis im Landeswettbewerb Hamburg von Jugend forscht für den Bau eines computergesteuerten Gerätes zur visuellen Wahrnehmung eines dreidimensionalen Körpers, Hamburg 1987.
- Nominierung für den Friedrich-Glauser-Preis in der Kategorie Bestes Debüt für den Kriminalroman Freitags isst man Fisch, Eifel 2010.
- Nominierung für den KaroKrimiPreis mit einer adaptierten Geschichte für die Weihnachtskrimireihe der edition karo (die aus formalen Gründen wegen der parallel laufenden Tambach-Dietharzer Ausschreibung zurückgezogen werden musste, siehe unten), Berlin 2019.
- Wunderwasser-Krimipreis für die Kurzgeschichte Nur ein Kratzer, Tambach-Dietharz 2019.[9]